# Ripley (Mississippi)
Ripley è una città (city) degli Stati Uniti d'America, capoluogo della contea di Tippah, nello Stato del Mississippi.